# أوجين سكرايب
أوجين سكرايب (بالفرنسية: Eugène Scribe)‏ (و. 1791 – 1861 م) هو كاتب مسرحي، ومصمم رقص، وكاتب من فرنسا . ولد في باريس .
توفي في باريس .

## روابط خارجية
- أوجين سكرايب على موقع IMDb (الإنجليزية)
- أوجين سكرايب على موقع الموسوعة البريطانية (الإنجليزية)
- أوجين سكرايب على موقع ميوزك برينز (الإنجليزية)
- أوجين سكرايب على موقع قاعدة بيانات برودواي على الإنترنت (الإنجليزية)
- أوجين سكرايب على موقع قاعدة بيانات الأفلام السويدية (السويدية)
- أوجين سكرايب على موقع ديسكوغز (الإنجليزية)
- أوجين سكرايب على موقع قاعدة بيانات الفيلم (الإنجليزية)
- أوجين سكرايب على موقع كينوبويسك (الروسية)